# دنيس إنجل
دنيس إنجل (بالألمانية: Dennis Engel)‏ (20 أكتوبر 1995 بأولدنبورغ في ألمانيا - ) هو لاعب كرة قدم ألماني في مركز الدفاع.

## وصلات خارجية
- دنيس إنجل على موقع قاعدة بيانات كرة القدم.إي يو (الإنجليزية)
- دنيس إنجل على موقع Soccerway.com (الإنجليزية)
- دنيس إنجل على موقع عالم كرة القدم.نت (الإنجليزية)